# 쥐라–심플론 철도
쥐라–심플론 철도(Compagnie des Chemins de Fer Jura–Simplon, 약칭 JS)는 1890년에 스위스에서 설립된 철도 회사이다. 1903년 스위스에서 가장 큰 철도 회사로 국유화되었고, 스위스 연방 철도(SBB)에 통합되었다.

## 역사
쥐라–심플론 철도는 1890년 두 개의 가장 중요한 서부 스위스 철도 회사인 JBL(쥐라–베른–루체른 철도)의 합병으로 형성된 철도 회사로, 베른주에 속하는 귐리겐–루체른 노선을 포함한다. 및 서부 스위스 철도(SOS). 연방정부도 자발적 주식매입을 통해 합병에 참여했다. SOS가 운영하는 퐁-발로브 철도(Chemin de fer Pont-Vallorbe)는 1891년 1월 1일에 매입되었다.
새로운 회사의 자본금은 스위스 프랑 (CHF) 5,200만 스위스 프랑과 보통주 3,400만 스위스 프랑으로 구성되었다. 우선주는 기존 JBL 주식 3800만주와 SOS 주식 1400만주로 구성됐다. SOS 보통주의 명목 가치가 CHF 500에서 200으로 감소하고 재고 재구성에서 면제된 CHF 5,240만 금액이 감가상각에 적용되었다. 스위스 정부는 JS를 환매할 수 있는 권리를 받았다.

### 심플론 터널 건설
쥐라-심플론 철도는 겨우 13년 동안의 철도 회사였지만, 베른과 로만디의 수십 년의 노력 끝에 이탈리아의 브리크에서 이셀까지 심플론 터널 건설에 대한 난관을 깨는 데 도움이 되었다. SOS는 터널 건설을 지원하기 위해 준비한 연구를 이미 연방과 주 당국에 제출했다. 1891년에 JS는 새로운 기업가 정신을 가진 철도 회사로서 연방 위원회에 심플론 터널에 대한 최종 프로젝트를 제출했다.
1895년 11월 25일 이탈리아와 세계에서 가장 긴 터널 건설을 위한 조약이 체결되었다. 단일 트랙 터널의 건설 비용은 CHF 58,820,000로 추산되었다. 이 조약에 따라 스위스는 1,500만 스위스 프랑, 이탈리아는 400만 스위스 프랑을 제공해야 했다. 이탈리아는 JS 이사회에서 4명의 이사로 대표되었다. 1898년에 19,803m 길이의 터널에서 건설이 시작되었다. 이 터널은 1988년 세이칸 터널이 개통될 때까지 세계에서 가장 긴 철도 터널이었다.

### 운행
쥐라-심플론 철도는 다음과 같은 여러 철도 노선을 운영했다.
- 파리에서 리옹과 지중해 (PLM)까지 운행하는 프랑스 철도의 주뉴-발로르브-퐁탈리에 라인 및 베리에르-퐁탈리에 라인
- 비에르-아플레-모르주 철도 (BAM)
- 뵈델리반 (BB; 1895년부터)
- 뷜-로몽 철도 (BR)
- Cossonay–Gare–Ville 케이블카 (CG)
- 프라이부르크-인스 철도 (Friorg-Morat-Anet 철도, FMA)
- 뇌샤텔–르 로클-콜 데 로슈 철도 (뇌샤텔 쥐라, JN)
- 퐁-브라수스 철도 (PBr)
- 퐁-발로르베 철도 (PV)
- Travers–Buttes 철도 ( Val-de-Travers 지역, RVT)
- 슈피츠-에를렌바흐 철도 (SEB)
- 툰 호수 철도 ( Thunerseebahn, TSB)
- 비스프-체르마트 철도 (VZ)
- 이베르동–Ste-Croix 철도 (YSteC)

1891년 6월 14일 쥐라-심플론 철도는 스위스 역사상 최악의 철도 사고인 뮌헨슈타인 철도 사고를 겪었다. 구스타브 에펠이 건설한 비르스 위의 철교가 바젤에서 출발하는 기차 아래 뮌헨슈타인 마을 아래로 무너졌다. 3대의 객차와 2대의 기관차가 침수된 비르에 충돌했다. 78명이 사망하고 131명이 부상을 입었다. 병사는 청소 중 입은 부상으로 사망했다. 이 사고로 철도에 대한 감독이 강화되었다. 철도 교량을 체계적으로 검토하고 최초의 건축 기준을 만들었다.
1891년 8월 17일 졸리코펜에서 발생한 졸리코펜 열차 충돌 사고에서 베른 - 파리 특급열차가 빨간 집 신호를 기다리는 "추가"(시간표에 나열되지 않음) 열차와 충돌했다. 이 충돌로 추가 열차에서 14명의 승객이 사망하고 122명이 부상을 입었다. 사고는 다양한 운영 지점에서의 실수로 인해 발생했다. 급행은 점령된 구간을 통과하기 위해 해제되었다. 비활성화된 에어 브레이크도 제동 효과를 줄였다.
심플론 터널 건설에 투자했음에도 불구하고 JS는 매년 배당금을 지급할 수 있었다.

#### 포스터
쥐라-심플론 철도는 일련의 포스터로 광고했다. 그중 일부는 Hugo d' Alési가 디자인했다.

### 국수주의
심플론 터널 건설 중 1898년 2월 20일 국민 투표에서 쥐라-심플론 철도와 다른 4개의 주요 철도를 국유화하는데 동의했다. 쥐라-심플론 철도는 1903년 5월 1일 스위스 연방 철도 (SBB)에 인수되어 1906년 심플론 터널을 완성했다.